# Lee Eun-ju
Lee Eun-ju (hangul= 이은주; 22 de diciembre de 1980 — 22 de febrero de 2005) fue una actriz surcoreana. 

## Biografía
Nacida en Gunsan, Jeollabuk-do, Corea del Sur, estudió piano durante gran parte de su juventud, sin pensar demasiado en convertirse en una actriz. Se mudó a Seúl después de graduarse de la escuela secundaria y se hizo notar por primera vez a mediados de la década de 1990 como modelo de uniformes escolares.

## Muerte
En la noche del 22 de febrero de 2005, solo un par de días después de su graduación de la Universidad Dankook, Lee se suicidó en su apartamento en Bundang, Seongnam. Tenía 24 años de edad, se cortó las muñecas y se ahorcó. La familia señaló que su suicidio se debía a graves episodios de depresión y enfermedades mentales y dijo que ella había estado sufriendo de insomnio debido a las escenas de desnudos que había realizado para la película La carta escarlata.
Dejó una nota de suicidio escrita con su sangre, en la cual escribió, «Mamá, lo siento y te amo». Una nota separada decía, «Yo quería hacer esto demasiado. A pesar de que estoy viva, no estoy realmente viva. Yo no quiero decepcionar a nadie. Es bueno tener dinero... Yo quería hacer más dinero».
La noticia de su muerte provocó la afluencia masiva de compañeros actores, cineastas y aficionados por el pésame. Lee Eun-ju fue incinerada y consagrada en una cripta en Goyang. Cientos de sus compañeros actores y artistas asistieron a su funeral. La vocalista Bada cantó «You Were Born to be Loved» («Tú has nacido para ser amado»), y sus amigos hablaron en su memoria.
Sus amigos y colegas han realizado funerales todos los años desde su muerte. El evento de 2007 estuvo marcado por un CD de música liberado en su nombre, con versiones remasterizadas de su versión de «Only When I Sleep» (Solo cuando duermo) (The Corrs) OST de La carta escarlata, así como actuaciones en tributo de sus amigos en la industria del entretenimiento.

## Carrera
Fue miembro de la agencia Namoo Actors en 2005.
Fue la protagonista de exitosas películas, incluyendo Taegukgi y The Scarlet Letter. 
Después de encontrar trabajo como modelo, comenzó a recibir ofertas de personajes en varias series, incluyendo Start y KAIST. Su debut cinematográfico se produjo en 1999, cuando interpretó a una hermana menor, en la premiada cinta del director Park Chong-wan Rainbow Trout.
Su primer papel protagonista llegó con el personaje de la aclamada película Virgin Stripped Bare by Her Bachelors (2000) del director Hong Sang-soo, donde ofreció una de las más memorables actuaciones en todas las películas de Hong. Después de esto, protagonizó junto al actor Lee Byung-hun la exitosa película Bungee Jumping of Their Own (2001) y también se anotó otro éxito junto a Cha Tae-hyun en el melodrama Lovers' Concert.
Su carrera posteriormente se vio marcada por varias películas que fracasaron en taquilla, a excepción de su papel, que fue clave, en la película sobre la Guerra de Corea Taegukgi, la cual rompió récords.
En 2004 participó en el popular drama coreano El Fénix, y más tarde ese mismo año, interpretó su último personaje en The Scarlet Letter (La carta escarlata) que se presentó como la película de clausura en el Festival Internacional de Cine de Pusan 2004.
«Soy llamada una nueva generación de estrellas, pero no quiero ser el tipo de persona que logra la fama instantánea y, a continuación, es rápidamente olvidada. Quiero aprender paso a paso cómo llegar a ser una buena actriz, y poco a poco trabajar mi camino. Una estrella alcanza la brillantez, pero se olvida pronto; para convertirse en una actriz lleva más tiempo». [Extracto de La Entrevista: Kino, #60, febrero de 2000]

## Filmografía

### Películas
| Año  | Título inglés                         | Hangul           | Romanización           | Rol              | Notas    |
| ---- | ------------------------------------- | ---------------- | ---------------------- | ---------------- | -------- |
| 1999 | Rainbow Trout                         | 송어             | Song-eo                | Se-hwa           |          |
| 2000 | Yeca                                  | 예카             | Yeka                   |                  |          |
| 2000 | Virgin Stripped Bare by Her Bachelors | 오! 수정         | Oh! Su-jeong           | Yang Su-jeong    |          |
| 2000 | Bloody Beach                          | 해변으로 가다    | Haebyeoneuro gada      | PC 통신하는 여자 | Cameo    |
| 2001 | Bungee Jumping of Their Own           | 번지 점프를 하다 | Beonjijeompeureul hada | In Tae-hee       |          |
| 2001 | Ahmijimong                            | 아미지몽         | Ahmijimong             | Ah-mi            | Internet |
| 2002 | Lovers' Concerto                      | 연애소설         | Yeonae soseol          | Kim Gyung-hee    |          |
| 2002 | Unborn But Forgotten                  | 하얀방           | Hayanbang              | Han Su-jin       |          |
| 2003 | Garden of Heaven                      | 하늘정원         | Haneul jeongwon        | Kim Young-ju     |          |
| 2004 | Au Revoir, UFO                        | 안녕! 유에프오   | Annyeong UFO           | Choi Kyeong-woo  |          |
| 2004 | Taegukgi                              | 태극기 휘날리며  | Taegukgi Hwinalrimyeo  | Kim Young-shin   |          |
| 2004 | The Scarlet Letter                    | 주홍글씨         | Juhong geulshi         | Choi Ga-hee      |          |

### Series
| Año  | Título inglés      | Hangul               | Romanización               | Rol                           | Red  |
| ---- | ------------------ | -------------------- | -------------------------- | ----------------------------- | ---- |
| 1997 | Start              | 스타트               | Jeong Nam-young            |                               | KBS2 |
| 1998 | 납량특선 8부작     | Park Seong-ju        | SBS                        | cameo episodio 어느날 갑자기. |      |
| 1998 | White Nights 3.98  | 백야 3.98            | Baekya 3.98                | Anastasia (joven)             | SBS  |
| 1999 | KAIST              | 카이스트             | Kaiseuteu                  | Gu Ji-won                     | SBS  |
| 2000 | Look Back in Anger | 성난 얼굴로 돌아보라 | Seongnan Eolgulro Dorabora | Jeong Su-jin                  | KBS2 |
| 2004 | Phoenix            | 불새                 | Bulsae                     | Lee Ji-eun                    | MBC  |

### Vídeos musicales
| Año  | Título                | Hangul        | Artista        |
| ---- | --------------------- | ------------- | -------------- |
| 1998 | «Even After 10 Years» | 십년이 지나도 | Park Jin-young |
| 1999 | «Sad Gift»            | 슬픈 선물     | Kim Jang-hoon  |
| 2000 | «Desire»              | 소망          | Joo Young-hoon |
| 2000 | «Late Regrets»        | 늦은 후회     | BoBo           |
| 2004 | «I Was Thankful...»   | 고마웠다고... | Tim            |

## Discografía
| Año  | Título                                                           | Hangul                                               | Notas                           |
| ---- | ---------------------------------------------------------------- | ---------------------------------------------------- | ------------------------------- |
| 2001 | End Title: Oh! You Are a Beautiful Woman (Variación) - Narración | End Title 오 그대는 아름다운 여인 - 에 내레이션 참여 | Bungee Jumping of Their Own OST |
| 2002 | Lovers' Concert tema principal: actuación de piano               | 연애소설 Main Theme: 피아노 연주                     | Lovers' Concert OST             |
| 2002 | Hi Ji-hwan, I'm Gyung-hee - Narración                            | 지환아 안녕 나 경희야 - 내레이션                     | Lovers' Concert OST             |
| 2004 | Only When I Sleep                                                | [NA]: {{{1}}}                                        | The Scarlet Letter OST          |
| 2007 | Lee Eun-ju: Only One                                             | 이은주 Only One                                      | Lee Eun-joo álbum tributo       |

## Premios y nominaciones
| Año  | Premio                                       | Categoría                                        | Nominación                            | Resultado |
| ---- | -------------------------------------------- | ------------------------------------------------ | ------------------------------------- | --------- |
| 1996 | Sunkyung Smart Student Uniform Model Contest | premio de plata                                  | [NA]: {{{1}}}                         | Ganadora  |
| 2000 | 21st Blue Dragon Film Awards                 | mejor actriz nueva                               | Virgin Stripped Bare by Her Bachelors | Nominada  |
| 2001 | 38th Grand Bell Awards                       | mejor actriz nueva                               | Virgin Stripped Bare by Her Bachelors | Ganadora  |
| 2002 | 23rd Blue Dragon Film Awards                 | mejor actriz                                     | Lovers' Concert                       | Nominada  |
| 2004 | 25th Blue Dragon Film Awards                 | mejor actriz                                     | The Scarlet Letter                    | Nominada  |
| 2004 | MBC Drama Awards                             | mejor pareja junto a Lee Seo-jin                 | Phoenix                               | Ganadora  |
| 2004 | MBC Drama Awards                             | alta excelencia, actriz                          | Phoenix                               | Ganadora  |
| 2005 | 41st Baeksang Arts Awards                    | mejor actriz (cine)                              | The Scarlet Letter                    | Nominada  |
| 2005 | 42nd Grand Bell Awards                       | mejor actriz                                     | The Scarlet Letter                    | Nominada  |
| 2005 | Korea Broadcasting Awards                    | persona del año en televisión (categoría actriz) | Phoenix                               | Nominada  |
| 2005 | 8th Director's Cut Awards                    | premio especial de actuación                     | [NA]: {{{1}}}                         | Ganadora  |